# Rio das Ostras
Rio das Ostras – miasto i gmina w Brazylii, w stanie Rio de Janeiro. Znajduje się w mezoregionie Baixadas i mikroregionie Bacia de São João.
W mieście mają siedzibę kluby piłkarskie Rio das Ostras FC i Riostrense EC.